# 폰 (영화)
"폰"은 2002년에 개봉한 대한민국의 영화이다. 하지원, 최우제, 김유미, 최지연, 정성환 등이 출연한다.
토일렛 픽쳐스 제작. 2002년 7월 26일 브에나 비스타 인터내셔날 코리아에서 발매.

## 개요
취재기자 서지원은 협박전화를 받기 시작한다. 무섭고 가차없는 전화벨 소리를 피하기 위해 그녀는 번호를 바꾸고 이사를 나간다. 그러나 위협적인 테러 캠페인은 수그러들지 않고 계속되고 있습니다.

## 캐스팅
- 하지원 : 서지원 역
- 최우제 : 이장훈 역
- 김유미 : 강호정 역
- 최지연 : 박진희 역
- 정성환 : 차진우 역
- 박민관 : 김 형사 역
- 최정윤 : 민자영 역
- 김경룡 : 수위 역
- 오창경 : 택시회사 직원 역
- 최영진 : 선생님 역
- 정운선 : 여고생 1 역
- 차미정 : 여고생 2 역
- 이경선 : 여고생 3 역
- 백형재 : 소아과의사 역
- 임지선 : 담당여의사 역
- 이정성 : 선배 역
- 김호승 : 후배 역
- 이유신 : 선배부인 역
- 조윤정 : 후배부인 역
- 신경선 : 장훈회사 여비서 역
- 정종훈 : 직원 1 역
- 서상우 : 직원 2 역
- 이지연 : 간호원 역
- 가령: 핸드폰여직원 역
- 현숙희 : 진희 모 역
- 이미화 : 미란 역
- 김대환 : 택배회사직원 역
- 한보배 : 아이환자 역
- 박혜빈 : 여자아이 역
- 백승현 : 어린 영주 역
- 김수영 : 공원여고생 1 역
- 이안나 : 공원여고생 2 역
- 이진희 : 공원여고생 3 역
- 윤정원 : 공원여고생 4 역
- 은서우 : 이영주 역
- 이종수 : 허상만 역 (우정출연)
- 김재인 : 상미 역 (우정출연)

## 같이 보기
- 한국의 공포 영화